# Mathías Villasanti
Mathías Adalberto Villasanti Rolón (Caacupé, 24 gennaio 1997) è un calciatore paraguaiano, centrocampista del Grêmio e della nazionale paraguaiana.

## Caratteristiche tecniche
È un mediano.

## Carriera

### Club
Cresciuto nelle giovanili del Cerro Porteño, ha esordito il 12 maggio 2016 in occasione del match perso 1-0 contro il Rubio Ñu.

### Nazionale
Villasanti viene convocato dalla Federcalcio paraguayana per la prima volta nel 2017, chiamato a indossare la maglia della formazione under 20 in occasione della Campionato sudamericano di Ecuador 2017.
Nel 2021 ha partecipato alla Coppa America.

## Statistiche

### Presenze e reti nei club
Statistiche aggiornate al 17 aprile 2018.
| Stagione        | Squadra         | Campionato      | Campionato | Campionato | Coppe nazionali | Coppe nazionali | Coppe nazionali | Coppe continentali | Coppe continentali | Coppe continentali | Altre coppe | Altre coppe | Altre coppe | Totale | Totale | Totale |
| Stagione        | Squadra         | Comp            | Pres       | Reti       | Comp            | Pres            | Reti            | Comp               | Pres               | Reti               | Comp        | Pres        | Reti        | Pres   | Reti   |        |
| --------------- | --------------- | --------------- | ---------- | ---------- | --------------- | --------------- | --------------- | ------------------ | ------------------ | ------------------ | ----------- | ----------- | ----------- | ------ | ------ | ------ |
| 2016            | Cerro Porteño   | PD              | 7          | 1          |                 | -               | -               | CS                 | 0                  | 0                  |             | -           | -           | 7      | 1      |        |
| 2017            | Cerro Porteño   | PD              | 6          | 0          |                 | -               | -               | CS                 | 1                  | 0                  |             | -           | -           | 7      | 0      |        |
| 2017-2018       | Temperley       | PD              | 14         | 1          | CA              | 0               | 0               |                    | -                  | -                  |             | -           | -           | 14     | 1      |        |
| Totale carriera | Totale carriera | Totale carriera | 27         | 2          |                 | 0               | 0               |                    | 1                  | 0                  |             | -           | -           | 28     | 2      |        |

### Cronologia delle presenze e reti in nazionale
| Cronologia completa delle presenze e delle reti in nazionale ― Paraguay | Cronologia completa delle presenze e delle reti in nazionale ― Paraguay | Cronologia completa delle presenze e delle reti in nazionale ― Paraguay | Cronologia completa delle presenze e delle reti in nazionale ― Paraguay | Cronologia completa delle presenze e delle reti in nazionale ― Paraguay | Cronologia completa delle presenze e delle reti in nazionale ― Paraguay | Cronologia completa delle presenze e delle reti in nazionale ― Paraguay | Cronologia completa delle presenze e delle reti in nazionale ― Paraguay |
| Data                                                                    | Città                                                                   | In casa                                                                 | Risultato                                                               | Ospiti                                                                  | Competizione                                                            | Reti                                                                    | Note                                                                    |
| ----------------------------------------------------------------------- | ----------------------------------------------------------------------- | ----------------------------------------------------------------------- | ----------------------------------------------------------------------- | ----------------------------------------------------------------------- | ----------------------------------------------------------------------- | ----------------------------------------------------------------------- | ----------------------------------------------------------------------- |
| 10-10-2019                                                              | Kruševac                                                                | Serbia                                                                  | 1 – 0                                                                   | Paraguay                                                                | Amichevole                                                              | -                                                                       |                                                                         |
| 13-10-2019                                                              | Bratislava                                                              | Slovacchia                                                              | 1 – 1                                                                   | Paraguay                                                                | Amichevole                                                              | -                                                                       | 63’                                                                     |
| 14-11-2019                                                              | Sofia                                                                   | Bulgaria                                                                | 0 – 1                                                                   | Paraguay                                                                | Amichevole                                                              | -                                                                       |                                                                         |
| 19-11-2019                                                              | Riad                                                                    | Arabia Saudita                                                          | 0 – 0                                                                   | Paraguay                                                                | Amichevole                                                              | -                                                                       | 56’                                                                     |
| 8-10-2020                                                               | Asunción                                                                | Paraguay                                                                | 2 – 2                                                                   | Perù                                                                    | Qual. Mondiali 2022                                                     | -                                                                       |                                                                         |
| 13-10-2020                                                              | Mérida                                                                  | Venezuela                                                               | 0 – 1                                                                   | Paraguay                                                                | Qual. Mondiali 2022                                                     | -                                                                       |                                                                         |
| 13-11-2020                                                              | Buenos Aires                                                            | Argentina                                                               | 1 – 1                                                                   | Paraguay                                                                | Qual. Mondiali 2022                                                     | -                                                                       | 74’                                                                     |
| 17-11-2020                                                              | Asunción                                                                | Paraguay                                                                | 2 – 2                                                                   | Bolivia                                                                 | Qual. Mondiali 2022                                                     | -                                                                       | 83’                                                                     |
| 3-6-2021                                                                | Montevideo                                                              | Uruguay                                                                 | 0 – 0                                                                   | Paraguay                                                                | Qual. Mondiali 2022                                                     | -                                                                       |                                                                         |
| 8-6-2021                                                                | Asunción                                                                | Paraguay                                                                | 0 – 2                                                                   | Brasile                                                                 | Qual. Mondiali 2022                                                     | -                                                                       | 73’                                                                     |
| 14-6-2021                                                               | Goiânia                                                                 | Paraguay                                                                | 3 – 1                                                                   | Bolivia                                                                 | Coppa America 2021 - 1º turno                                           | -                                                                       | 46’                                                                     |
| 24-6-2021                                                               | Brasilia                                                                | Cile                                                                    | 0 – 2                                                                   | Paraguay                                                                | Coppa America 2021 - 1º turno                                           | -                                                                       |                                                                         |
| 28-6-2021                                                               | Rio de Janeiro                                                          | Uruguay                                                                 | 1 – 0                                                                   | Paraguay                                                                | Coppa America 2021 - 1º turno                                           | -                                                                       |                                                                         |
| 2-7-2021                                                                | Goiânia                                                                 | Perù                                                                    | 3 – 3 dts (4 – 3 dtr)                                                   | Paraguay                                                                | Coppa America 2021 - Quarti di finale                                   | -                                                                       | 49’ 79’                                                                 |
| 5-9-2021                                                                | Asunción                                                                | Paraguay                                                                | 1 – 1                                                                   | Colombia                                                                | Qual. Mondiali 2022                                                     | -                                                                       |                                                                         |
| 9-9-2021                                                                | Asunción                                                                | Paraguay                                                                | 2 – 1                                                                   | Venezuela                                                               | Qual. Mondiali 2022                                                     | -                                                                       |                                                                         |
| 7-10-2021                                                               | Asunción                                                                | Paraguay                                                                | 0 – 0                                                                   | Argentina                                                               | Qual. Mondiali 2022                                                     | -                                                                       |                                                                         |
| 13-10-2021                                                              | La Paz                                                                  | Bolivia                                                                 | 4 – 0                                                                   | Paraguay                                                                | Qual. Mondiali 2022                                                     | -                                                                       |                                                                         |
| 11-11-2021                                                              | Asunción                                                                | Paraguay                                                                | 0 – 1                                                                   | Cile                                                                    | Qual. Mondiali 2022                                                     | -                                                                       | 64’                                                                     |
| 16-11-2021                                                              | Barranquilla                                                            | Colombia                                                                | 0 – 0                                                                   | Paraguay                                                                | Qual. Mondiali 2022                                                     | -                                                                       |                                                                         |
| 27-1-2022                                                               | Asunción                                                                | Paraguay                                                                | 0 – 1                                                                   | Uruguay                                                                 | Qual. Mondiali 2022                                                     | -                                                                       | 64’                                                                     |
| 1-2-2022                                                                | Belo Horizonte                                                          | Brasile                                                                 | 4 – 0                                                                   | Paraguay                                                                | Qual. Mondiali 2022                                                     | -                                                                       | 45+5’ 69’                                                               |
| 24-3-2022                                                               | Ciudad del Este                                                         | Paraguay                                                                | 3 – 1                                                                   | Ecuador                                                                 | Qual. Mondiali 2022                                                     | -                                                                       | 66’ 90+1’                                                               |
| 10-6-2022                                                               | Suwon                                                                   | Corea del Sud                                                           | 2 – 2                                                                   | Paraguay                                                                | Amichevole                                                              | -                                                                       | 90+5’                                                                   |
| 23-9-2022                                                               | Wiener Neustadt                                                         | Paraguay                                                                | 1 – 0                                                                   | Emirati Arabi Uniti                                                     | Amichevole                                                              | -                                                                       |                                                                         |
| 27-9-2022                                                               | Siviglia                                                                | Paraguay                                                                | 0 – 0                                                                   | Marocco                                                                 | Amichevole                                                              | -                                                                       |                                                                         |
| 16-11-2022                                                              | Lima                                                                    | Perù                                                                    | 1 – 0                                                                   | Paraguay                                                                | Amichevole                                                              | -                                                                       | 65’                                                                     |
| 20-11-2022                                                              | Fort Lauderdale                                                         | Colombia                                                                | 2 – 0                                                                   | Paraguay                                                                | Amichevole                                                              | -                                                                       | 82’                                                                     |
| 27-3-2023                                                               | Santiago del Cile                                                       | Cile                                                                    | 3 – 2                                                                   | Paraguay                                                                | Amichevole                                                              | -                                                                       |                                                                         |
| 18-6-2023                                                               | Asunción                                                                | Paraguay                                                                | 2 – 0                                                                   | Nicaragua                                                               | Amichevole                                                              | -                                                                       |                                                                         |
| 7-9-2023                                                                | Ciudad del Este                                                         | Paraguay                                                                | 0 – 0                                                                   | Perù                                                                    | Qual. Mondiali 2026                                                     | -                                                                       |                                                                         |
| 12-9-2023                                                               | Maturín                                                                 | Venezuela                                                               | 1 – 0                                                                   | Paraguay                                                                | Qual. Mondiali 2026                                                     | -                                                                       |                                                                         |
| 17-10-2023                                                              | Asunción                                                                | Paraguay                                                                | 1 – 0                                                                   | Bolivia                                                                 | Qual. Mondiali 2026                                                     | -                                                                       |                                                                         |
| 16-11-2023                                                              | Santiago del Cile                                                       | Cile                                                                    | 0 – 0                                                                   | Paraguay                                                                | Qual. Mondiali 2026                                                     | -                                                                       | 63’                                                                     |
| 21-11-2023                                                              | Asunción                                                                | Paraguay                                                                | 0 – 1                                                                   | Colombia                                                                | Qual. Mondiali 2026                                                     | -                                                                       | 66’                                                                     |
| 7-6-2024                                                                | Lima                                                                    | Perù                                                                    | 0 – 0                                                                   | Paraguay                                                                | Amichevole                                                              | -                                                                       |                                                                         |
| 11-6-2024                                                               | Santiago del Cile                                                       | Cile                                                                    | 3 – 0                                                                   | Paraguay                                                                | Amichevole                                                              | -                                                                       | 46’                                                                     |
| 16-6-2024                                                               | Panama                                                                  | Panama                                                                  | 0 – 1                                                                   | Paraguay                                                                | Amichevole                                                              | -                                                                       |                                                                         |
| 24-6-2024                                                               | Houston                                                                 | Colombia                                                                | 2 – 1                                                                   | Paraguay                                                                | Coppa America 2024 - 1º turno                                           | -                                                                       | 80’                                                                     |
| 28-6-2024                                                               | Paradise                                                                | Paraguay                                                                | 1 – 4                                                                   | Brasile                                                                 | Coppa America 2024 - 1º turno                                           | -                                                                       |                                                                         |
| 2-7-2024                                                                | Austin                                                                  | Costa Rica                                                              | 2 – 1                                                                   | Paraguay                                                                | Coppa America 2024 - 1º turno                                           | -                                                                       | 74’                                                                     |
| 6-9-2024                                                                | Montevideo                                                              | Uruguay                                                                 | 0 – 0                                                                   | Paraguay                                                                | Qual. Mondiali 2026                                                     | -                                                                       | 56’                                                                     |
| 10-9-2024                                                               | Asunción                                                                | Paraguay                                                                | 1 – 0                                                                   | Brasile                                                                 | Qual. Mondiali 2026                                                     | -                                                                       |                                                                         |
| 10-10-2024                                                              | Quito                                                                   | Ecuador                                                                 | 0 – 0                                                                   | Paraguay                                                                | Qual. Mondiali 2026                                                     | -                                                                       | 76’                                                                     |
| 15-10-2024                                                              | Asunción                                                                | Paraguay                                                                | 2 – 1                                                                   | Venezuela                                                               | Qual. Mondiali 2026                                                     | -                                                                       | 88’                                                                     |
| 14-11-2024                                                              | Asunción                                                                | Paraguay                                                                | 2 – 1                                                                   | Argentina                                                               | Qual. Mondiali 2026                                                     | -                                                                       | 82’                                                                     |
| 19-11-2024                                                              | El Alto                                                                 | Bolivia                                                                 | 2 – 2                                                                   | Paraguay                                                                | Qual. Mondiali 2026                                                     | -                                                                       | 89’                                                                     |
| 20-3-2025                                                               | Asunción                                                                | Paraguay                                                                | 1 – 0                                                                   | Cile                                                                    | Qual. Mondiali 2026                                                     | -                                                                       | 86’                                                                     |
| 25-3-2025                                                               | Barranquilla                                                            | Colombia                                                                | 2 – 2                                                                   | Paraguay                                                                | Qual. Mondiali 2026                                                     | -                                                                       | 74’                                                                     |
| 5-6-2025                                                                | Asunción                                                                | Paraguay                                                                | 2 – 0                                                                   | Uruguay                                                                 | Qual. Mondiali 2026                                                     | -                                                                       | 69’                                                                     |
| 10-6-2025                                                               | San Paolo                                                               | Brasile                                                                 | 1 – 0                                                                   | Paraguay                                                                | Qual. Mondiali 2026                                                     | -                                                                       | 61’                                                                     |
| Totale                                                                  |                                                                         | Presenze                                                                | 51                                                                      |                                                                         | Reti                                                                    | 0                                                                       |                                                                         |

## Palmarès

### Club

#### Competizioni nazionali
- Campionato paraguaiano: 2

Cerro Porteño: Apertura 2020, Clausura 2021

#### Competizioni statali
- Campionato Gaúcho: 3

Gremio: 2022, 2023, 2024